# Mezzani
Mezzani is een gemeente in de Italiaanse provincie Parma (regio Emilia-Romagna) en telt 3053 inwoners (31-12-2004). De oppervlakte bedraagt 28,6 km², de bevolkingsdichtheid is 103 inwoners per km².
De volgende frazioni maken deel uit van de gemeente: Bocca d'Enza, Casale, Ghiare Bonvisi, Mezzano Inferiore, Mezzano Rondani, Mezzano Superiore, Valle.

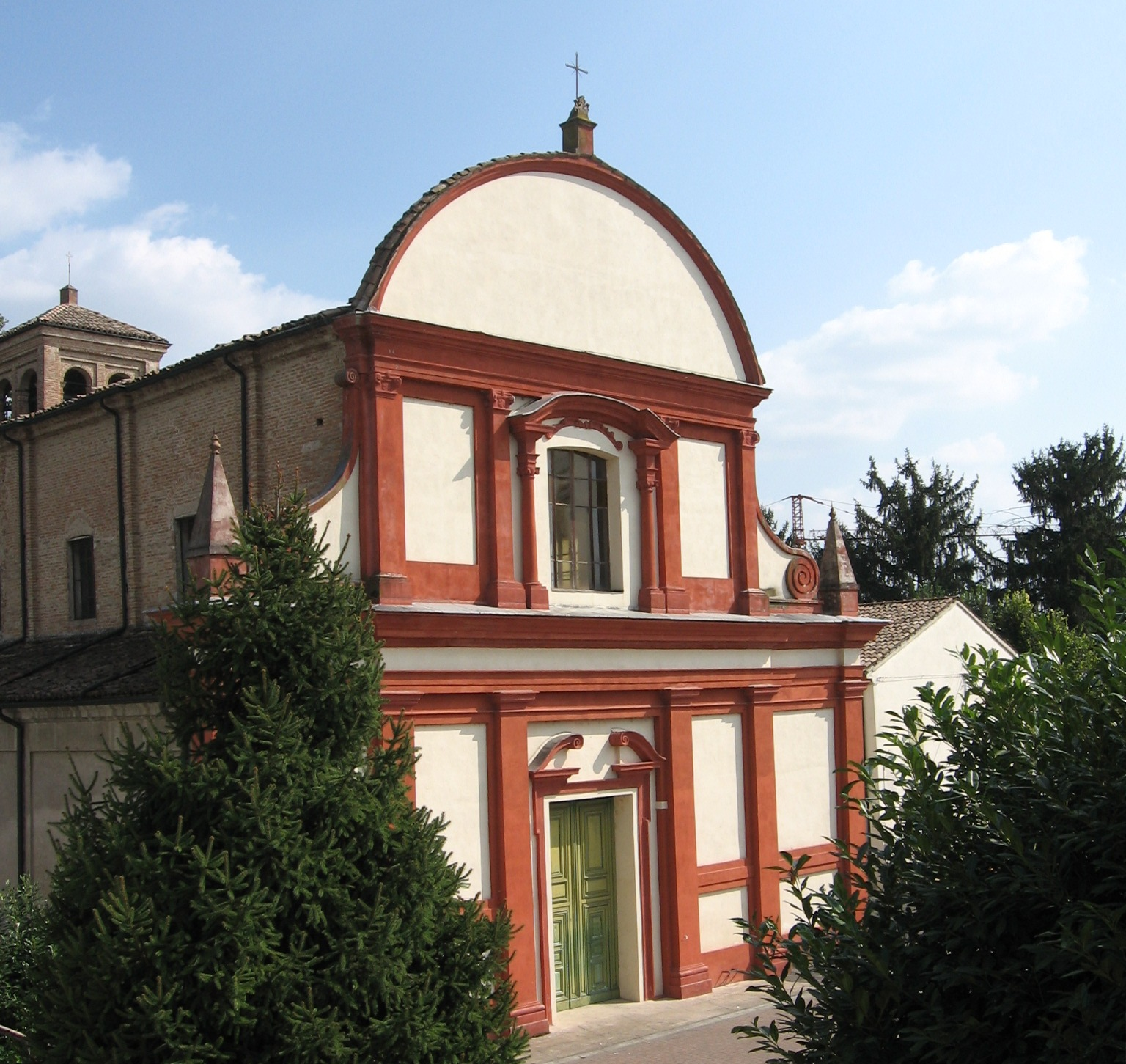
Kerk van Mezzano Superior
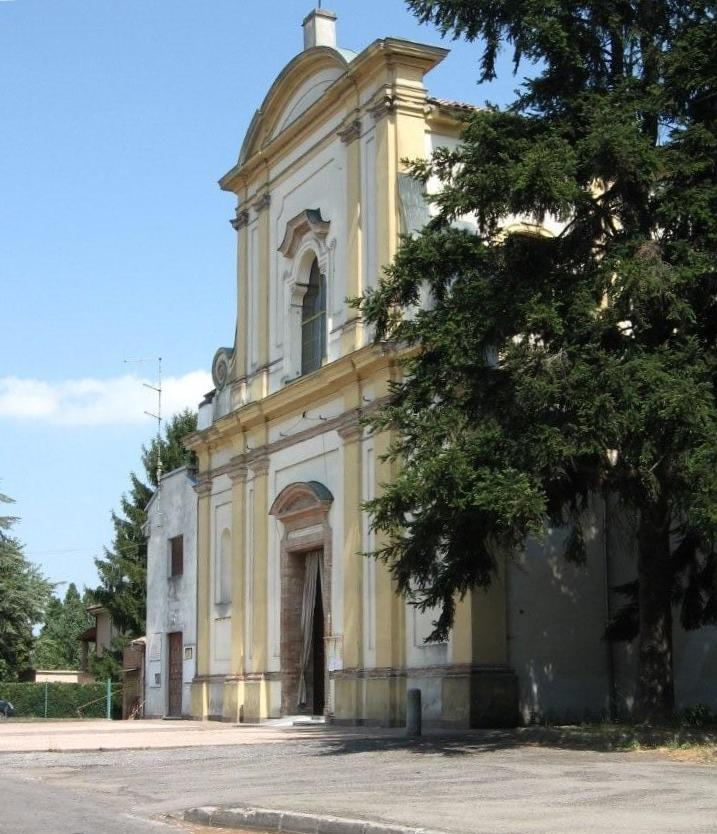
Kerk van Mezzano Inferior
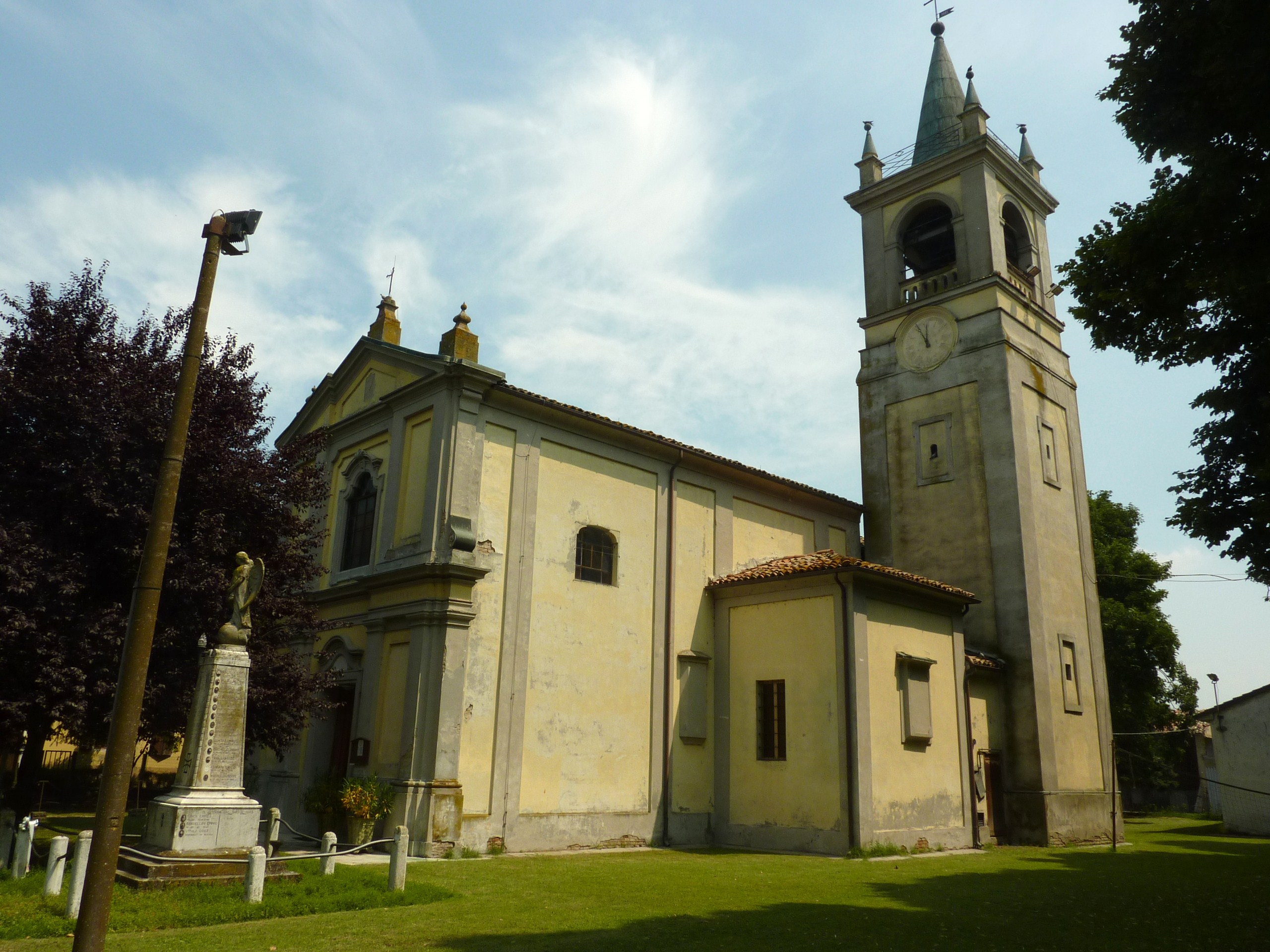
Kerk Mezzano Ronddani
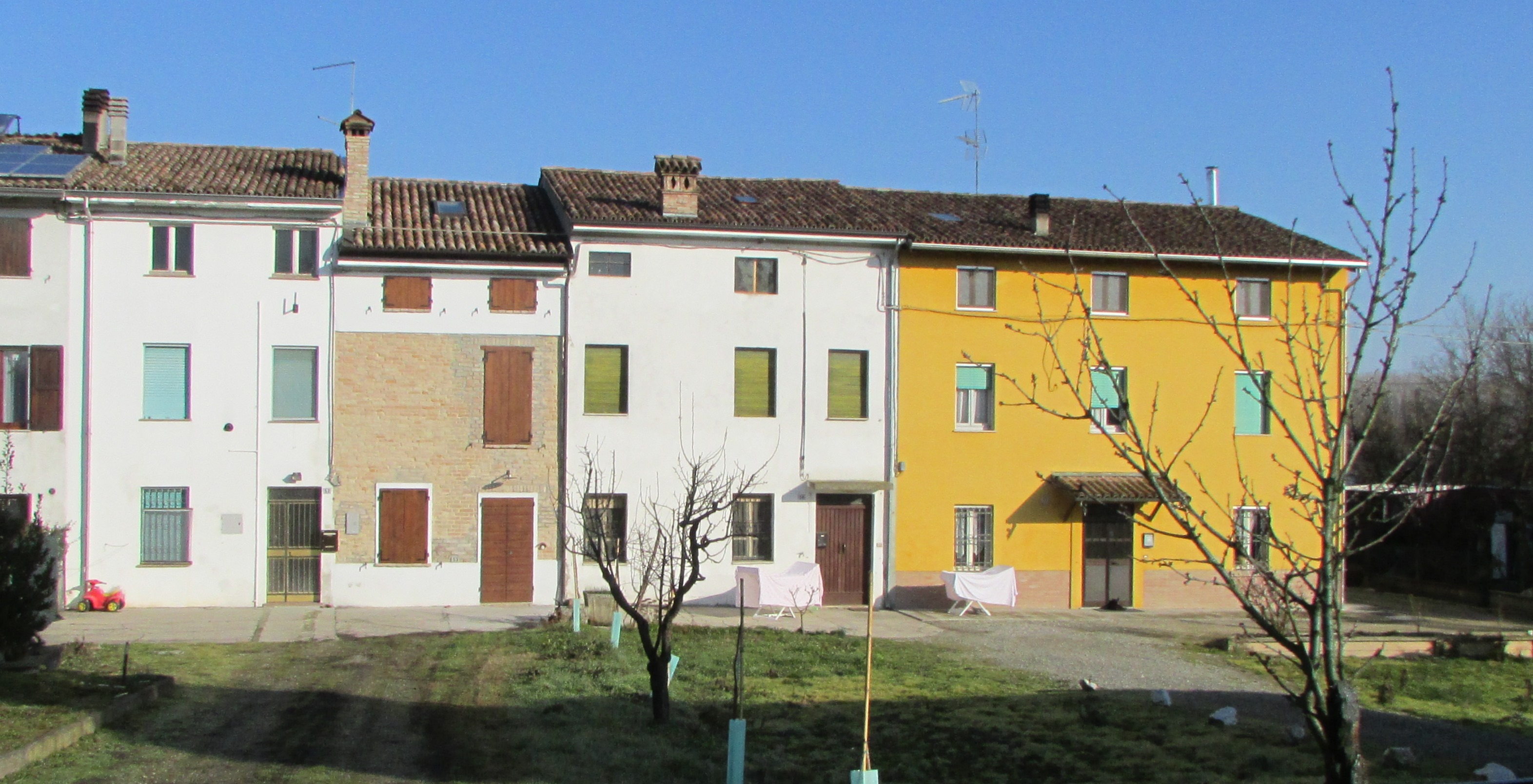
Huizen in Mezzani
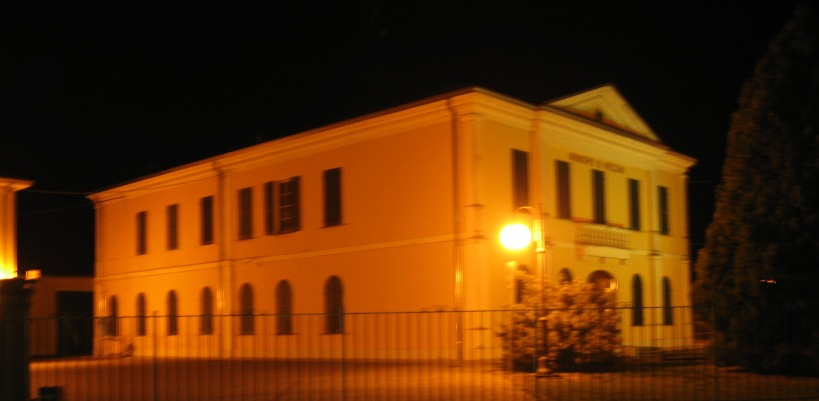
Gemeentehuis
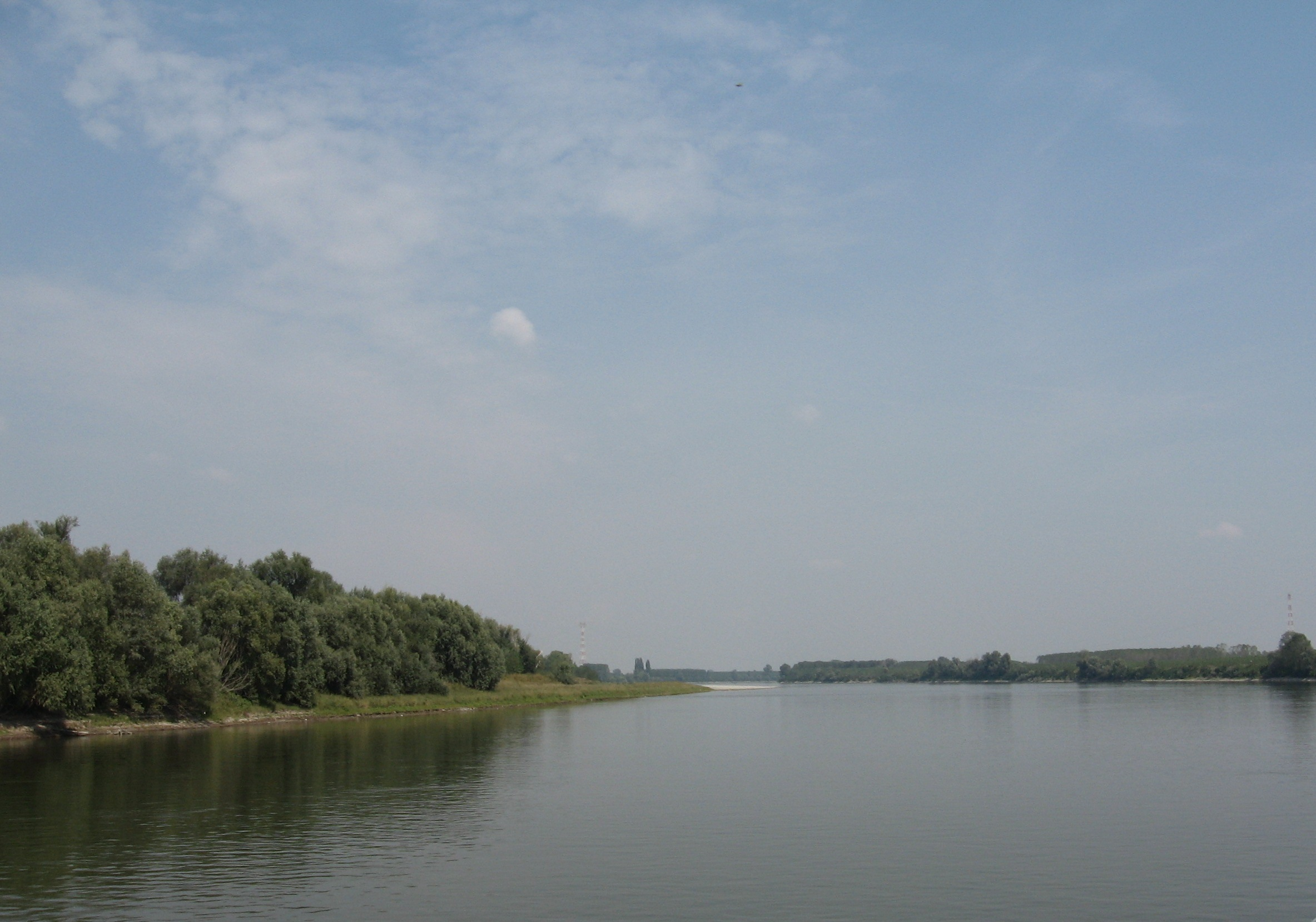
Rivier de Po
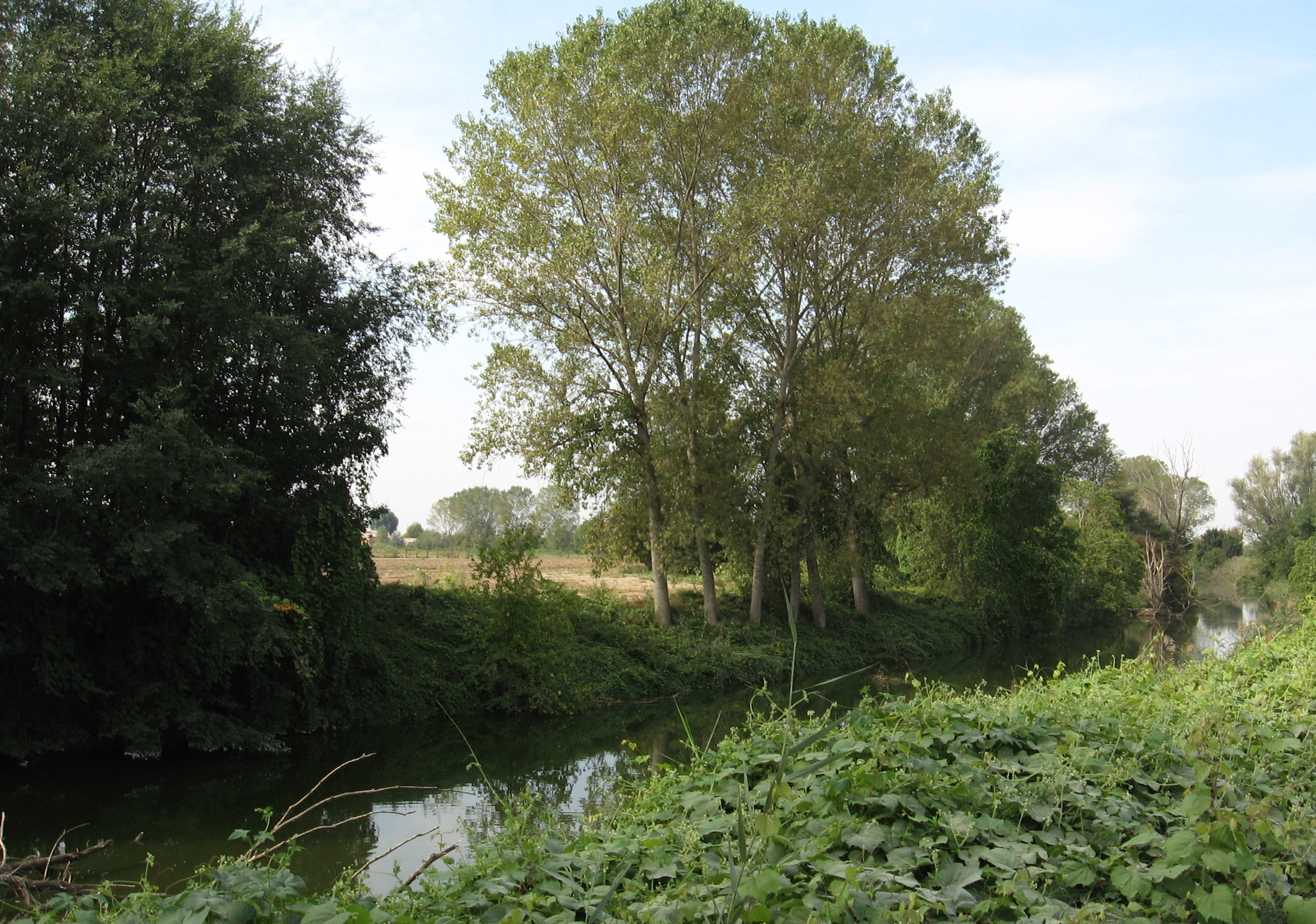

## Demografie
Mezzani telt ongeveer 1193 huishoudens. Het aantal inwoners steeg in de periode 1991-2001 met 17,5% volgens cijfers uit de tienjaarlijkse volkstellingen van ISTAT.
| Jaar | Inwoneraantal |
| ---- | ------------- |
| 1991 | 2503          |
| 2001 | 2942          |

## Geografie
Mezzani grenst aan de volgende gemeenten: Brescello (RE), Casalmaggiore (CR), Colorno, Parma, Sorbolo, Torrile, Viadana (MN).